# Yuki Kristina Chiang
Yuki Kristina Chiang (* 19. August 1995) ist eine ehemalige US-amerikanische Tennisspielerin.

## Karriere
Chiang begann mit fünf Jahren das Tennisspielen und spielte überwiegend auf Turnieren des ITF Women’s Circuit, wo sie zwei Turniersiege im Doppel feiern konnte.
Nach der Saison 2018 spielte Chiang keine Profiturniere mehr und wird auch nicht mehr in der Weltrangliste geführt.

## Turniersiege

### Doppel
| Nr. | Datum          | Turnier  | Kategorie   | Belag     | Partnerin       | Finalgegnerinnen             | Ergebnis         |
| --- | -------------- | -------- | ----------- | --------- | --------------- | ---------------------------- | ---------------- |
| 1.  | 14. Juni 2014  | Kashiwa  | ITF $10.000 | Hartplatz | Aki Yamasoto    | Makoto Ninomiya Yūki Tanaka  | 5:7, 6:1, [10:5] |
| 2.  | 4. Januar 2018 | Hongkong | ITF $15.000 | Hartplatz | Hélène Scholsen | Chen Pei-hsuan Wu Fang-hsien | 6:2, 6:3         |